# Synagoge (Sedan)

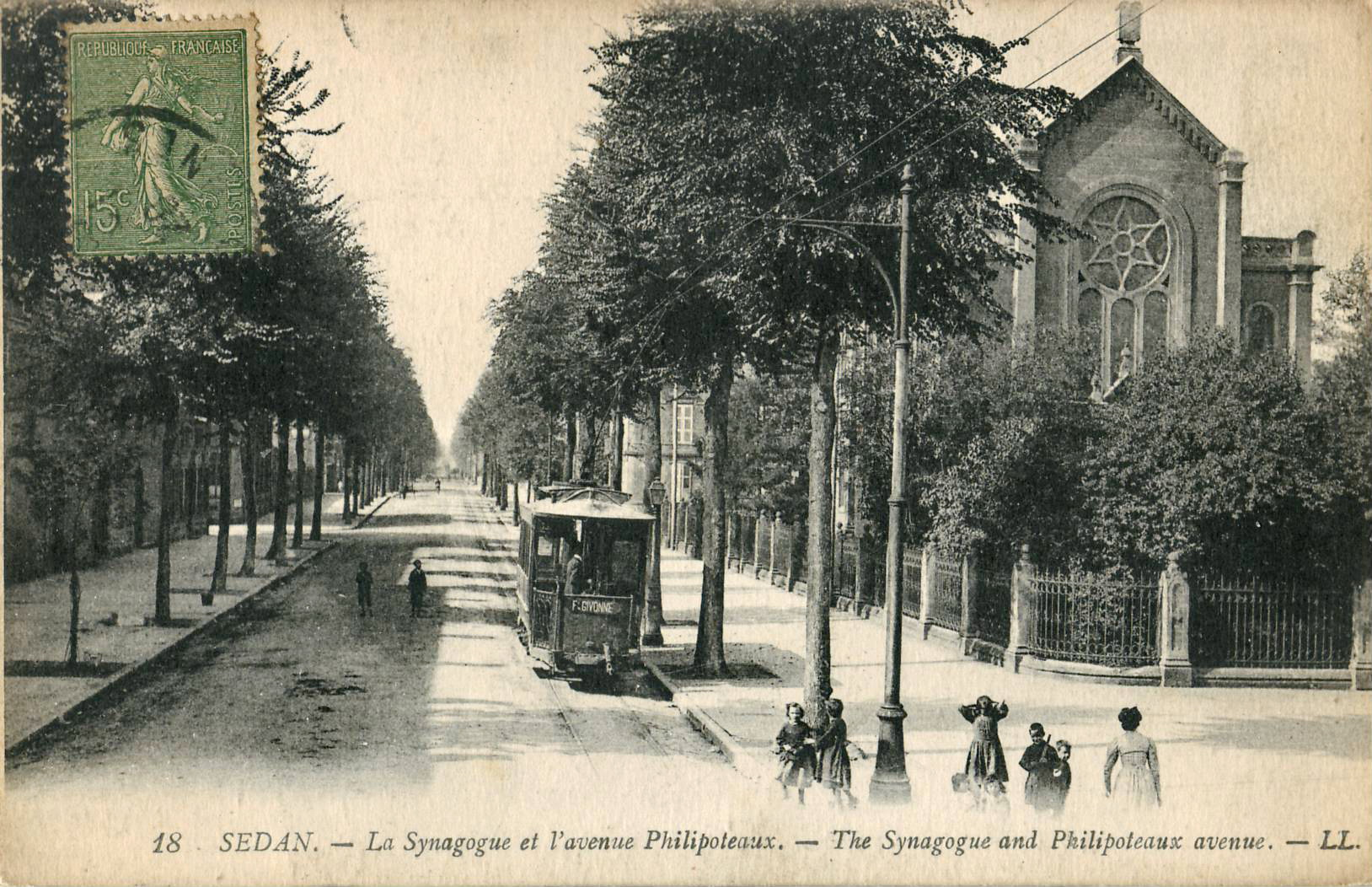
Synagoge in Sedan, Postkarte um 1920

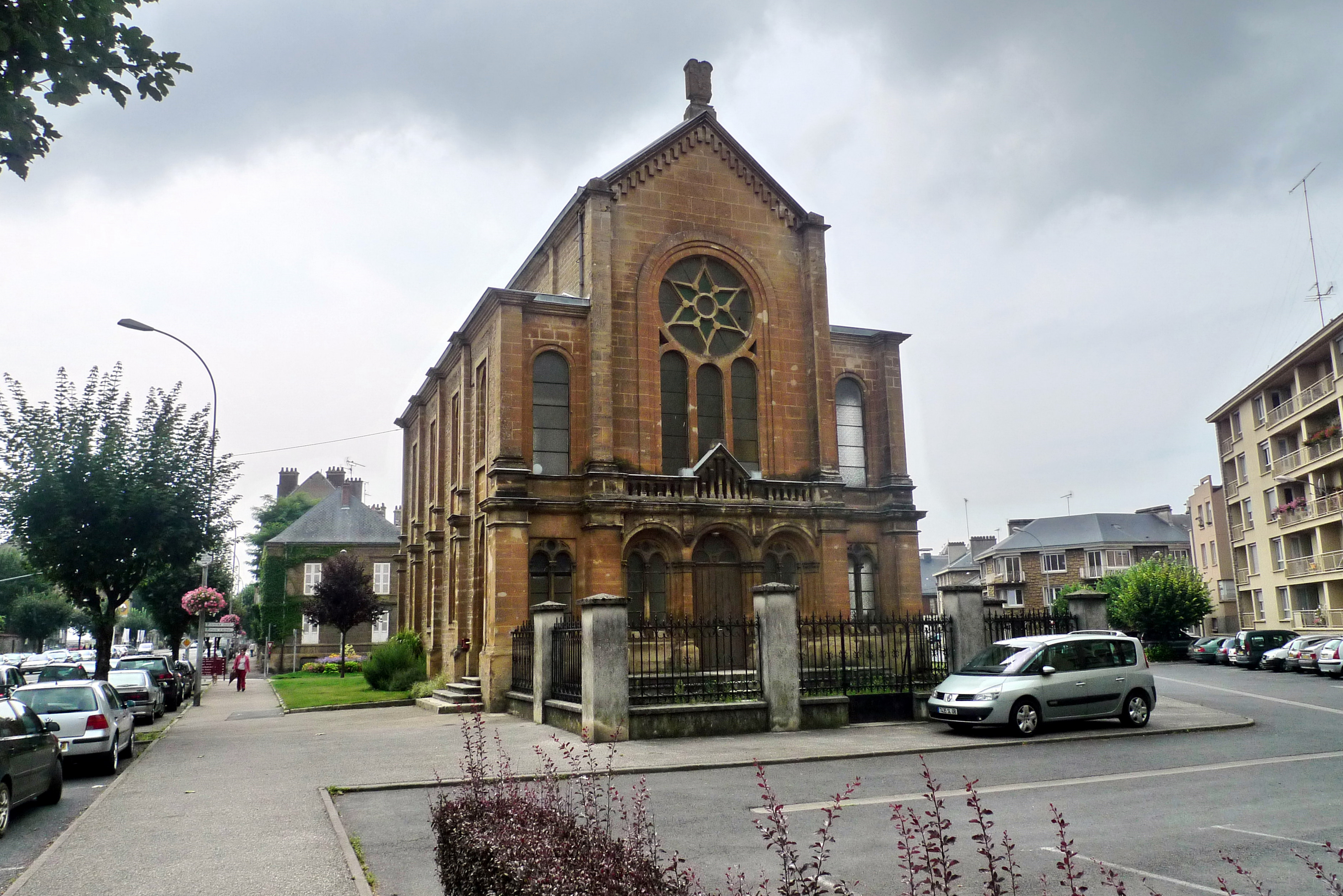
Die Synagoge 2009

Die Synagoge in Sedan, einer französischen Stadt im Département Ardennes in der historischen Region Lothringen wurde 1878 errichtet. Die Adresse der Synagoge ist 6 avenue de Verdun. Die Synagoge ist seit 1984 ein geschütztes Baudenkmal (Monument historique).

## Geschichte
Nach dem Deutsch-Französischen Krieg 1870/71 und der Annektierung des Elsass und Teile von Lothringen durch das Deutsche Reich zogen aus diesen Gebieten jüdische Bewohner nach Sedan, um weiter in Frankreich leben zu können. Für die wachsende Zahl der Gemeindemitglieder entstand die Synagoge in Sedan. Der Bau befindet sich an einer zwei Kilometer langen Avenue, die von 1876 bis 1878 entstand.